# Риу-Клару (микрорегион)
Риу-Клару (порт. Microrregião de Rio Claro) — микрорегион в Бразилии, входит в штат Сан-Паулу. Составная часть мезорегиона Пирасикаба. 
Население составляет 	242 577	 человек (на 2010 год). Площадь — 	2 948,297	 км². Плотность населения — 	82,28	 чел./км².

## Демография
Согласно сведениям, собранным в ходе переписи 2010 г. Национальным институтом географии и статистики (IBGE), население микрорегиона составляет:						
| Полное население                             | Полное население                             | Полное население                             | Полное население                             | 242 577 |
| -------------------------------------------- | -------------------------------------------- | -------------------------------------------- | -------------------------------------------- | ------- |
| в том числе:                                 | Городское население                          | 229 530                                      | Процент городского населения, %              | 94,62   |
|                                              | Сельское население                           | 13 047                                       | Процент сельского населения, %               | 5,38    |
|                                              | Мужское население                            | 120 343                                      | Процент мужского населения, %                | 49,61   |
|                                              | Женское население                            | 122 234                                      | Процент женского населения, %                | 50,39   |
| Плотность населения, чел/км²                 | Плотность населения, чел/км²                 | Плотность населения, чел/км²                 | Плотность населения, чел/км²                 | 82,28   |
| Население микрорегиона в % к населению штата | Население микрорегиона в % к населению штата | Население микрорегиона в % к населению штата | Население микрорегиона в % к населению штата | 0,59    |

## Статистика
- Валовой внутренний продукт на 2003 составляет 2 997 757 952,00 реалов (данные: Бразильский институт географии и статистики).
- Валовой внутренний продукт на душу населения на 2003 составляет 12 859,59 реалов (данные: Бразильский институт географии и статистики).
- Индекс развития человеческого потенциала на 2000 составляет 0,819 (данные: Программа развития ООН).

## Состав микрорегиона
В составе микрорегиона включены следующие муниципалитеты:
1. Бротас
2. Корумбатаи
3. Ипеуна
4. Итирапина
5. Риу-Клару
6. Торринья